# Orientaleyrodes zeylanicus
Orientaleyrodes zeylanicus là một loài côn trùng cánh nửa trong họ Aleyrodidae, phân họ Aleyrodinae.
Orientaleyrodes zeylanicus được Corbett miêu tả khoa học đầu tiên năm 1926.